# Enemion raddeanum
Enemion raddeanum är en ranunkelväxtart som beskrevs av Eduard August von Regel. Enemion raddeanum ingår i släktet Enemion och familjen ranunkelväxter. Inga underarter finns listade i Catalogue of Life.